# Parque nacional Buila-Vânturariţa
El Parque nacional de Buila-Vânturariţa (en rumano: Parcul Naţional Buila-Vânturariţa) es un área protegida situada en el país europeo de Rumania, en la parte centro-norte de Vâlcea, en territorio administrativo de las localidades de Costesti, Bărbăteşti y Băile Olăneşti.
El parque nacional Buila-Vânturariţa se encuentra en la parte centro-norte del Distrito de Vâlcea en las montañas de Căpăţânii (grupo que incluye las montañas de Parang, un subgrupo de las montañas en los Cárpatos Meridionales).
Buila-Vânturariţa con una superficie de 4.186 hectáreas, fue declarada área natural protegida por la Decisión del Gobierno n º 2151 en 2004 (publicado en el Libro Oficial de Rumania n.º 38 el 12 de enero de 2005), y representa una zona montañosa con flora y  fauna específica de los Cárpatos del Sur.